# Psaliodes dislocata
Psaliodes dislocata là một loài bướm đêm trong họ Geometridae.